# Willington (Derbyshire)
Willington es una parroquia civil situada en el distrito de South Derbyshire, en Derbyshire, Inglaterra (Reino Unido). Según el censo de 2021, tiene una población de 3300 habitantes.
Está ubicada en el área metropolitana de Nottingham-Derby, en la zona de influencia de la ciudad de Derby.